# Scarlet Witch
Scarlet Witch, het alter ego van Wanda Maximoff, is een personage uit de strips van Marvel Comics. Ze is een mutant die bij haar introductie in de strips nog een superschurk was, maar later een superheldin werd. Ze werd bedacht door Stan Lee en Jack Kirby. In de Nederlandse vertaling van de Marvel Comics heeft ze jarenlang bekendgestaan als de Rode Feeks.
Als mutant kan Scarlet Witch kansen en realiteit beïnvloeden en zo willekeurig effecten creëren. Ze is ook getraind in het gebruiken van magie, vooral de gevaarlijke variant, 'chaosmagie' geheten.

## Biografie

### Geboorte
Scarlet Witch is de tweelingzus van Quicksilver (Pietro Maximoff) en de dochter van Magneto en zijn overleden vrouw Magda. Voordat Scarlet Witch en Quicksilver werden geboren kregen Magneto en Magda een dochter genaamd Anya, maar zij kwam om in een brand toen een groep dorpelingen Magneto belette haar te redden. Uit woedde vermoordde Magneto alle dorpelingen.
Magda vluchtte hierop uit angst bij hem weg, niet wetende dat ze weer zwanger van hem was. Kort na de geboorte van Scarlet Witch en Quicksilver overleed ze, waarna de tweeling werd opgevoed door de zigeuner Django Maximoff.

### De Brotherhood of Mutants
Jaren later ontdekten zowel Scarlet Witch als Quicksilver dat ze mutanten waren. Scarlet Witch had de gave om via zogenaamde "Hexes" kansen te doen keren.
Ze werden uiteindelijk gered van een woedende menigte door hun vader Magneto, waarna hij ze rekruteerde voor zijn Brotherhood of Mutants. Op dat moment wist echter nog niemand van hen dat Magneto de vader van Scarlet Witch en Quicksilver was. Scarlet Witch en Quicksilver waren in tegenstelling tot de andere Brotherhoodleden niet echt slecht, en deden puur mee omdat ze vonden dat ze bij Magneto in het krijt stonden voor het redden van hun leven.
Scarlet Witch vergezelde de Brotherhood op vele missies, maar faalde altijd. Ook gebruikte Magneto haar vaak als pion om andere leden te rekruteren. Uiteindelijk, toen Magneto werd ontvoerd door Stranger, verlieten Scarlet Witch en Quicksilver de Brotherhood.

### De Avengers
Scarlet Witch en Quicksilver keerden korte tijd terug naar Europa, maar kwamen uiteindelijk weer naar Amerika met de intentie lid te worden van de Avengers om hun oude wandaden goed te maken. Ze werden door Captain America toegelaten in het team, samen met een andere ex-superschurk Hawkeye. Hij werd Scarlet Witch beste vriend binnen het team.
Scarlet Witch en Quicksilver werden twee van de langstblijvende leden van het team. Scarlet Witch werd later zelfs verliefd op haar mede-Avenger Vision. Hun relatie had veel obstakels aangezien Vision zelf dacht dat Scarlet Witch iemand verdiende die menselijk was, en geen androïde zoals hij. Ook waren zowel Quicksilver als Hawkeye niet blij met de relatie tussen Scarlet Witch en Vision, maar Quicksilver legde zich er uiteindelijk maar bij neer. Scarlet Witch en Vision trouwden later.
Tijdens haar periode bij de Avengers onderging Scarlet Witch ook training in het gebruik van magie onder begeleiding van de heks Agatha Harkness. Zo kreeg ze meer controle over haar Hexes. Ook bereikte haar het nieuws dat Magneto haar vader was. Dit kwam hard aan voor Scarlet Witch, omdat ze nog steeds grote woede en angst voor hem koesterde van haar tijd bij de Brotherhood.
Na een lange tijd van training was Scarlet Witch in staat met haar magie Vision te veranderen van een androïde in een mens. De twee kregen samen ook een tweeling, Thomas en William. Na de geboorte van hun kinderen verlieten Vision en Scarlet Witch de Avengers een tijdje om hun kinderen op te voeden. Daarna sloten ze zich aan bij de West Coast Avengers.

### Westcoast Avengers
Kort daarop werd Vision ontvoerd en zijn geheugen gewist, samen met de menselijke emoties die Scarlet Witch hem had gegeven. Scarlet zocht Wonder Man, Visions "broer", op, in de hoop dat hij Visions geheugen kon herstellen aangezien ze beide Androïden waren met dezelfde kunstmatige intelligentie. Maar die weigerde omdat hij jaloers was op de relatie tussen Scarlet Witch en Vision. De volgende klap kwam van Agatha, die bekendmaakte dat Scarlet Witch' kinderen kwaadaardig waren. De energie die Scarlet Witch gebruikte voor haar spreuk om Vision in een mens te veranderen kwam van de demonische Mephisto. Mephisto ontvoerde Scarlet Witch' kinderen om zijn energie in hun weer te absorberen. Agatha wiste alle herinneringen van Scarlet Witch aan haar kinderen uit, zodat de Avengers veilig Mephisto's dimensie konden verlaten.
Wonder Man ging uiteindelijk akkoord en herstelde Visions geheugen. Echter: zijn persoonlijkheid bleek te zijn veranderd. Hij verliet de West Coast Avengers om zich bij de East Coast Avengers aan te sluiten. Volgens hem hadden zij hem harder nodig dan Scarlet Witch. Woedend verviel Scarlet Witch tot haar oude leven als superschurk en blies samen met Magneto de Brotherhood of Mutants nieuw leven in. Ook Quicksilver sloot zich even bij hen aan, maar puur om zijn emotioneel verzwakte zus te redden van Magneto's invloed.
Hierop werd Scarlet Witch ontvoerd door Immortus die bekendmaakte de hele relatie tussen haar en Vision te hebben opgezet om Vision te kunnen vernietigen en Scarlet Witch emotioneel te verzwakken. Uiteindelijk werd ze gered en keerde terug naar de Avengers, vrij van de invloeden van Magneto en Immortus. Ook keerden haar herinneringen aan haar kinderen terug, maar Hawkeye hielp haar het verlies te verwerken.
Scarlet Witch leidde korte tijd het superheldenteam Force Works, wat geen lang leven beschoren was. Daarna probeerden zij en Vision, wiens emoties en herinneringen aan hun huwelijk waren teruggekeerd, hun relatie te herstellen. Dit werd echter tegengegaan door het gevecht met het wezen Onslaught. Daarnaast leerde ze van Agatha Harkness dat haar mutantenkrachten zich verder hadden ontwikkeld tot het niveau dat ze chaosmagie kon beheersen.

### Mentale inzinking
Hoewel Scarlet Witch' herinneringen aan haar kinderen waren teruggekeerd, kon ze zich nog steeds niet herinneren wat er precies met hen gebeurd was. Dat veranderde toen Wasp haar dit vertelde. Woedend confronteerde ze Agatha Harkenss en eiste een verklaring waarom Agatha haar herinneringen aan het lot van haar kinderen had gewist. Ook kon ze niet tegen het feit dat de Avengers niets hadden gedaan om Mephisto te stoppen. Ze vermoordde blijkbaar haar lerares en opende en aanval op de Avengers met al haar magische en mutantenkrachten. Hierbij verwondde ze Wasp en doodde enkele van haar beste vrienden (Vision, Ant Man II en Hawkeye).
Dingen werden nog gecompliceerder toen Dr. Strange Scarlet Witch confronteerde en verklaarde dat ze al vanaf haar geboorte "gestoord" was vanwege haar oncontroleerbare gaven om de werkelijkheid te veranderen. Ook verklaarde hij aan haar dat er niet zoiets bestond als chaosmagie (hoewel eerdere verhaallijnen aantoonden dat dit wel bestond, en Dr. Strange dit zelf ook had gebruikt in het verleden). Hij gebruikte zijn sterkste spreuk om de hysterische Scarlet Witch in een coma te brengen.

### House of M
Magneto vroeg zijn oude vriend Charles Xavier om Scarlet Witch te helpen, maar hij was hier niet toe in staat. Hierop riep hij de nieuwe Avengers bijeen om te bespreken of ze Scarlet Witch moesten doden aangezien ze een gevaar voor iedereen was. Quicksilver ving dit gesprek op. Geschrokken over wat hij hoorde bezocht hij Scarlet Witch en overtuigde haar om met haar krachten dit alles te voorkomen. Hierop veranderde Scarlet Witch de realiteit en schiep een wereld waarin Mutanten de meerderheid vormden, met Magneto als hun leider. Ook gaf ze enkele andere helden en schurken wat zij altijd al wilden om te voorkomen dat ze in opstand zouden komen. In deze wereld ging Scarlet Witch door het leven als een gewoon mens, terwijl ze haar kinderen opvoedde.
Dit alles veranderde toen de mutant Layla Miller met haar gaven de geheugens van enkele helden herstelde zodat zij beseften dat dit niet de werkelijkheid was zoals die hoorde te zijn. Ook Magneto's geheugen keerde terug. Woedend over het feit dat Quicksilver uit zijn naam Scarlet Witch had aangezet tot het veranderen van de werkelijkheid doodde hij hem met een Sentinel.
Scarlet Witch bracht haar broer weer tot leven en confronteerde Magneto met het feit dat Quicksilver hem alleen maar wilde geven wat hij altijd al wilde, en wat voor vreselijke man hij eigenlijk was. Met de woorden "No More Mutants" (geen mutanten meer) veranderde ze de wereld terug naar wat hij hoorde te zijn en liet bijna alle mutanten in de wereld hun krachten verliezen. Na deze gebeurtenis verdween Scarlet Witch spoorloos.

## Krachten en vaardigheden
Van oorsprong had Scarlet Witch de gave om kansen te manipuleren via zogenaamde "hexes". Deze hexes hadden maar een korte afstand en waren beperkt tot zo ver als Scarlet Witch kan zien. In het begin creëerde ze deze hexes ook onbewust, en konden ze alleen haar vijanden ongeluk geven. Later kreeg ze genoeg controle over haar krachten om ze bewust te kunnen gebruiken. Desondanks bestond er geen garantie dat haar hexes ook altijd werkten. Ze konden zich zelfs tegen haar keren. Ook kreeg zij de Darkhold.
De hexes van Scarlet Witch hebben bijna ongelimiteerde mogelijkheden en mogelijke effecten. Ze kunnen de moleculaire compositie en fysieke staat van objecten veranderen, natuurwetten verstoren of tegengaan en verschillende vormen van energie voortbrengen. Scarlet Witch gebruikte haar Hexes vooral om projectielen terug te kaatsen of haar vijanden te laten lijden onder de effecten van "ongeluk". Haar krachten worden vaak verward met telekinese. Hoewel ze met haar krachten wel voorwerpen kan bewegen of van richting laten veranderen, kan ze niet zoals bij telekinese de macht over deze objecten vasthouden. Ook heeft Scarlet Witch niet volledige controle over haar hexes, en kan alleen via grote concentratie de effecten ervan beïnvloeden.
Later verklaarde Agatha Harkness dat Scarlet Witch' mutantkrachten in feite een soort manipulatie van chaosmagie waren, aan haar gegeven door de demon Chthon die gevangen zat in de Wundagore berg waar Scarlet Witch en Quicksilver werden geboren. De hexes van Scarlet Witch zijn in feite een indirecte manifestatie van chaosmagie. Later werd de macht van Scarlet Witch over haar krachten steeds groter en kreeg ze de gave om organische materie te manipuleren.
Echter, toen schrijver Brian Michael Bendis zich bezig ging houden met de Avengerstrips, liet hij Scarlet Witch een grote verandering ondergaan. Hij verklaarde in het verhaal "Avengers Disassembles" dat alle voorgaande verklaringen over de krachten van Scarlet Witch leugens en misverstanden waren, en dat ze in werkelijkheid een mutant is met de gave om, zelfs onbewust, de realiteit te veranderen. Ze kon het heden veranderen door wijzigingen aan te brengen in het verleden. Ook had Scarlet Witch geen volledige controle over deze krachten, en de effecten ervan bleven doorwerken zelfs nadat Dr. Strange haar in een coma had gebracht. Haar krachten waren op een gegeven moment zelfs ongelimiteerd toen ze in staat bleek de realiteit in het gehele Marvel universum te veranderen in de "House of Mwereld".

## Ultimate Scarlet Witch
In het Ultimate Marvel universum is Scarlet Witch, alias Wanda Lensherr Maximoff, eveneens de dochter van Magneto en zus van Quicksilver. Ze was lange tijd een passief lid van haar vaders Brotherhood. Nadat Magneto leek te zijn omgekomen, ging ze actief samenwerken met de Brotherhood om de X-Men te redden van Weapon X. Toen Magneto plotseling toch terugkeerde vluchtten Scarlet Witch en Quicksilver weg en sloten zich aan bij de Ultimates.
In tegenstelling tot haar tegenhanger uit de standaard Marvel strips hebben de Quicksilver en Scarlet Witch uit de Ultimate Marvel strips nooit geheel hun banden met de Brotherhood verbroken. Ze geloven nog steeds in het standpunt dat mutanten superieur zijn aan mensen.

## Scarlet Witch in andere media

### Marvel Cinematic Universe
Sinds 2014 verscheen het personage in het Marvel Cinematic Universe en wordt vertolkt door Elizabeth Olsen. Wanda Maximoff, beter bekend als Scarlet Witch, werd geboren in het Oost-Europese land Sokovia en groeide op met haar tweelingbroer Pietro, beter bekend als Quicksilver. In een poging om hun land van geschillen te zuiveren, kwam de tweeling overeen experimenten te ondergaan met de Scepter onder supervisie van de HYDRA-leider Wolfgang von Strucker, en bereikten superkrachten als resultaat. Wanda bereikte verschillende vaardigheden, waaronder telekinese, telepathie en energiemanipulatie. Toen HYDRA viel, voegde de tweeling zich bij de robot Ultron om wraak te nemen op Tony Stark. Ze wisselden uiteindelijk van kant en voegden zich bij de Avengers toen ze de ware bedoelingen van Ultron hadden ontdekt. Hoewel Pietro werd gedood tijdens het daaropvolgende Ultronoffensief, overleefde Wanda en werd ze lid van de Avengers. Tijdens Captain America: Civil War koos ze de zijde van Captain America en werd ze kort gevangen gehouden in het vlot voordat Rogers haar samen met zijn teamgenoten bevrijdde.
In de volgende paar jaar werd Wanda herenigd en verzoend met Vision, en samen begonnen de twee in Europa een romantische relatie. De twee werden echter al snel bedreigd door Thanos en de Black Order, die de Mind Stone in Visions hoofd zochten. Na te zijn aangevallen door Proxima Midnight en Corvus Glaive, worden de twee Avengers met hun teamgenoten herenigd en zochten hun toevlucht in Wakanda. Wanda nam deel aan de verdediging van de stad toen de Black Order een grote aanval op Wakanda uitvoerde. Tijdens de strijd wist ze de Mind Stone te vernietigen in een poging om Thanos te stoppen, waarbij Vision werd gedood. Thanos gebruikte de Time Stone om de vernietiging van Vision om te keren en haalde de steen gewelddadig uit Vision en voltooide de Infinity Gauntlet. Met de Infinity Gauntlet compleet, roeide Thanos de helft van het heelal uit. Wanda viel vervolgens uiteen in de nasleep naast Bucky Barnes, Groot, Sam Wilson en T'Challa. Vijf jaar later gaan de overgebleven Avengers op missie om terug in de tijd te gaan zodat ze de Infinity Stones voor Thanos weten te bemachtigen, en daarmee zijn daden ongedaan maken. Dit lukt waardoor Wanda en rest van de tot as vergaande mensen weer tot leven komen. Samen met alle Avengers strijden ze tegen Thanos en zijn mannen. Ze winnen uiteindelijk het gevecht.
Wanda Maximoff beland hierna in een dorpje genaamd WestView waarin ze is getrouwd met Vision. Echter blijkt ze in een schijnwereld te leven waarin ze haar ideale leven lijkt te leven. In een gevecht met Agatha Harkness ontwaken haar Scarlet Witch krachten. Na het gevecht neemt ze afscheid van haar gecreëerde Vision en kinderen waarna ze wegvlucht naar een blokhut waar ze krachten leert uit het duistere boek de Darkhold. Wanda is te zien in de volgende films en series:
- Captain America: The Winter Soldier (2014) (post-credit scène)
- Avengers: Age of Ultron (2015)
- Captain America: Civil War (2016)
- Avengers: Infinity War (2018)
- Avengers: Endgame (2019)
- WandaVision (2021) (Disney+)
- Doctor Strange in the Multiverse of Madness (2022)
- What If...? (2023) (stem) (Disney+)

### Televisieseries
- Scarlet Witch verscheen in de animatieserie Iron Man uit 1996. Haar stem hierin werd gedaan door Jennifer Darling.
- Scarlet Witch verscheen ook in de animatieserie The Avengers: United They Stand, waarin haar stem werd gedaan door Stavroula Logothettis.
- Scarlet Witch had een gastoptreden in de animatieserie X-Men. Hierin werd haar stem gedaan door Tara Strong.

#### X-Men: Evolution
In de animatieserie X-Men: Evolution had Scarlet Witch een beduidend grotere rol. Het grootste gedeelte werd ze echter bij haar gewone naam, Wanda, genoemd.
Ze werd geïntroduceerd in het tweede seizoen. In het begin koesterde ze grote haat tegen haar vader Magneto omdat hij haar toen ze nog een kind was achter liet in een instituut. Hij verklaarde later dat dit noodzakelijk was omdat ze haar gaven niet onder controle had. Na te zijn bevrijd door Mystique sloot ze zich aan bij de Brotherhood of Mutants, maar ze was meer geïnteresseerd in wraak op haar vader dan in vechten voor de Brotherhood.
Uiteindelijk werkte ze samen met de X-Men in een gevecht met de Sentinel. Hierbij doodde ze bijna Magneto, maar die werd op het nippertje gered door Quicksilver. Hierna ging ze individueel op zoek naar Magneto. Toen ze hem eindelijk vond, gebruikte hij zijn nieuwste rekruut Mastermind om haar geheugen te veranderen en zo haar haat tegen hem weg te nemen.
Toen Magneto werd "gedood" door Apocalypse nam Wanda dit zwaar op en gaf de X-Men de schuld omdat ze haar vader niet te hulp kwamen. Toen ze ontdekte dat Magneto nog leefde, maar nu onder Apocalypse' controle was als een van zijn ruiters, sloot ze zich aan bij de X-Men en Brotherhood om hem te bevechten.
In de toekomst, die Charles Xavier had gezien toen hij onder Apocalypse' controle was, zou Wanda uiteindelijk samen met de andere Brotherhoodleden lid worden van S.H.I.E.L.D. als het team Freedom Force.
In X-Men: Evolution kan Wanda met haar hexes iedereen zwaar ongeluk geven zodat letterlijk alles zich tegen haar slachtoffer keert en in haar voordeel werkt.
Haar stem werd gedaan door Kelly Sheridan.

### Films
Scarlet Witch verscheen in geen van de X-Menfilms. Wel verscheen in de film X2 de naam "Maximoff, Wanda" op een computerscherm waarop een lijst van mutanten werd getoond.